# Житомир
Житомир (на украински: Жито̀мир; на полски: Żytomierz) е град в Северна Украйна, административен център на Житомирска област.
Той е сред най-старите исторически и културни градове в Украйна.

## История
За дата на основаването на Житомир се счита 884 г. Според легендата името на града произлиза от името на дружинника Житомир на князете Асколд и Дир.
По-важни исторически дати:
- 945 г. – в Житомир избухва антифеодално въстание.
- 1240 г. – градът е подложен на набези от войските на Бату хан.
- 1320 г. – Житомир е завладян от литовци.
- 1569 г. – в резултат на Люблинската уния Житомир попада в ръцете на полски магнати.

Още от Средновековието Житомир е административен център на региона, а през 1918 г. в него няколко седмици е работило правителството на Украинската народна република.

## Население
Населението на града е 277,9 хил. души (2005), а площта му е 6,5 хил. хектара.
| Година | Жители                                           |
| ------ | ------------------------------------------------ |
| 1861   | 40 564                                           |
| 1891   | 69 785                                           |
| 1926   | 76 700 (от тях 10 500 руснаци)                   |
| 1939   | 95 100                                           |
| 1941   | 40 100 (от тях 2500 руснаци и около 7000 поляци) |
| 2005   | 277 900                                          |

## Личности
Родени в града
- Йосиф Дорфман (р. 1952 г.) – украинско-френски шахматист
- Святослав Рихтер (1915 – 1997) – съветски пианист
- Сергей Корольов (1907 – 1966) – съветски конструктор и учен
- Георгий Дмитриевич Чернишев(1923-1999)  - съветски конструктор на дизелови двигатели и учен

## Побратимени градове
Житомир е побратимен град с:
- Монтана, България
- Кутаиси, Грузия